# Plants vs. Zombies All stars
Plants vs. Zombies: All Stars  là phiên bản thứ hai ra mắt từ Plants vs. Zombies 2: It's About Time giới thiệu tại buổi họp báo EA ngày 6 tháng 5 năm 2014. Phiên bản thử nghiệm đầu tiên phát hành vào 3 tháng 7 năm 2014. Một thử nghiệm thứ hai được phát hành vào 14 tháng 8 năm 2014 bổ sung thêm zombie và cây trồng, cùng với một số thay đổi lối chơi và sửa lỗi.
Đây là chương trình trò chơi Plants vs. Zombies thứ hai với nội dung có sẵn độc quyền bên Trung Quốc và trò chơi thứ ba có sẵn chỉ cho các người chơi Trung Quốc. Có rất nhiều người dùng đều không hiểu trò chơi nhiều khi chơi. Nó hầu như luôn luôn đang tải màn hình với bông hoa Marigold tương tự như trò chơi Plants vs. Zombies 2: It's About Time nhưng lại nhỏ.

## Các không gian
Trò chơi gồm 9 map khác nhau, bốn map đã có trong Plants vs. Zombies 2: It's About Time, Plants vs. Zombies All Stars độc quyền một map - Player's House - là một map nhỏ trong Plants vs. Zombies 2: It's About Time nhưng chỉ là hướng dẫn trong khi ở đây nó là một map đầy đủ.
Để có thể đến map tiếp theo, người chơi phải chiến thắng tất cả các màn trong map hiện tại. Không cần thiết phải kiếm đủ số sao. Sau đó bản đô cũng có một màn chơi yêu cầu phải gặp.
| Không gian          | Số lượng màn chơi | Mở khóa tại |  |
| ------------------- | ----------------- | ----------- |  |
| American Suburbs    | 15                | Lvl. 0      |  |
| Prehistoric Ages    | 20                | Lvl. 5      |  |
| Great Wall of China | 25                | Lvl. 10     |  |
| Ancient Egypt       | 30                | Lvl. 18     |  |
| Pirate Seas         | 30                | Lvl. 28     |  |
| Wild West           | 30                | Lvl. 35     |  |
| Kung-Fu World       | 30                | Lvl. 42     |  |
| Journey to the West | 30                | Lvl. 50     |  |

## Cây cối
Các cây trong All Stars có thể nâng cấp bẳng cách thu thập đồ vật như kim cương, huy hiệu và trang phục. Một khi cây cối đã nâng cấp, nó không thể hạ cấp. Cấp độ cây cối đã nâng cấp sẽ có khả năng khác biệt so với cây cối ban đầu. Ký hiệu '>>' chỉ ra cây nâng cấp đến cây cối nào. Thông báo rằng một số trong những cây cối có trong menus và màn hình, nhưng hiện tại không có trong trò chơi.

### Cây có sẵn
- Sunflower >> Twin Sunflower >> Triplet Sunflower
- Peashooter >>Repeater >> Gatling Pea
- Kernel-pult >>Popcorn-pult >>Cob Cannon
- Spikeweed >>Spikerock>> Diamond Ground Thorn
- Melon Pitcher-pult>> Melon-pult >>Winter Melon
- Blover >> Four-leaf Blover >> Fan Blover
- Wall-nut >> Tall-nut>> Holographic Tall Nut
- Puff-shroom >> Scaredy-shroom >> Fume-shroom
- Droplet Shooter >> Snow Pea >> Frostbolt Shooter
- Coconut Sniper >> Coconut Cannon >> Coconut Rocket Launcher
- Small Jalapeno >> Jalapeno>> Devil Jalapeno
- Choy Ben >> Bonk Choy >>Choy Ji
- Irascible Mushroom >>Doom-shroom>> Doomsday Bomb Mushroom
- Cattail >> Dogtail >> Foxtail
- Clap Grass >> Venus Flytrap >> Chainsaw Flytrap
- Pistachio >> Acorn >> Hazelnut Ball
- Old Stump >> Torchwood >> Wildfire Stump
- Barrel Cactus >> Cactus >> Mighty Cactus
- Lizard Grass >> Snapdragon >> Double-head Snapdragon
- Frisbee Shooter  >> Bloomerang >> Meteor Hammer Master
- Small Radish >> White Radish >> Ginseng
- Cherry Bomb >> Saturn Peach Bomb >> Walnut Bomb
- Lightning Reed >> Magnifying Grass >> Thunder God Grass
- Daisy >> Marigold >> Golden Chrysanthemum
- Magnet-shroom >> Eletromagnetic >> Magneto Mushroom
- Small Bush >> Firmiana >> Cypress
- Charm mushroom
- Coffee Bean >> Cream bean >> Mocha coffe bean

### Điểm đặc biệt
Nhưng cây cối sau đây đều có trong trò chơi, nhưng bạn không thể dùng chúng trong trò chơi (ngoại trừ Marigold)
- Sun-shroom (Xuất hiện các ngày thứ 2, 4, 6 và Chủ Nhật, Sun-shroom có thể giết để lấy Mặt Trời
- Marigold (Xuất hiện vào các ngày thứ 3, 5, 7 và Chủ Nhật, giết để lấy Xu, Marigold khi chiến thì bĩu môi lại.)
- Lily Pad (Không có dùng sẵn, nhưng xuất hiện trong các màn chơi đấu cây dưới nước.)
- Flower Pot (Xuất hiện trong Zen Garden)
- Gold Magnet (Bug, sử dụng cho hình ảnh của Doomsday Bomb Mushroom)
- Pumpkin (Bug, sử dụng cho hình ảnh của Torchwood và Wildfire Stump)
- Potato Mine (Bug)
- Umbrella Leaf (Sử dụng cho mảnh ghép hình Radish)
- Pea Pod >> Three-head Pea Pod >> Five-head Pea Pod (Chưa hoàn tất)
- Ice-shroom và hạ cấp của nó hoặc nâng cấp (Chưa hoàn tất)

### Những cây cối khác
Các cây trồng này cho đến nay đều không có trong phiên bản beta, nhưng sẽ có trong phiên bản cuối cùng.
- Iceberg Lettuce
- Spring Bean
- Squash
- Starfruit
- Coffee Bean
- Cabbage-pult
- Grave Buster
- Split Pea
- Three peater
- Hypno-shroom
- Imitater
- Magnet-shroom
- Plantern
- Tangle Kelp
- Sea-shroom
- Garlic
- Fire Gourd
- Power Lily >> Orchid Cactus
- Tomato
- Iron Oak
- Muskmelon-pult
- Cauliflower
- Onion
- Kiwi
- Apple >> Pear >> Pineapple
- Blueberries
- Bell Pepper
- Artichoke
- Rafflesia
- Sugar Cane
- Pitcher Plant
- Banana
- Shaggy Ink Cap
- Durian
- Eggplant
- Aloe Vera
- Trumpet Vine
- Pomegranate
- Nuclear Cucumber >> Bittermelon
- Water Dragon
- Heavenly Peach
- Infi-nut
- Bamboo Shoot
- Chili Bean
- Orange
- Laser Bean
- Gloom-shroom
- Chomper

## Hệ thống nâng cấp
Mỗi cây yêu cầu mảnh trang phục trong yêu cầu nâng cấp, cùng với một ít tiền vàng trong yêu cầu để nâng cấp nó hiện nay. Mảnh ghép khác nhau trong mỗi thể loại yêu cầu nâng cấp cây trồng, phụ thuộc vào cấp độ nâng cấp. Nâng cấp cây cối sẽ tăng thống kê của nó, và thêm một số trường hợp cây sẽ phát triển lớn thành cây cối mới. Các mảnh trang phục, vũ khí và áo giáp đều có trong các màn chơi bình thường. Mỗi nâng cấp cây thì sẽ yêu cầu vũ khí, áo giáp và trang phục mạnh hơn để nâng cấp.
Vũ khí, chẳng hạn như búa sao băng, súng cao su, cây giáo và gậy. Chúng làm tăng tốc độ tấn công, bạo kích và sát thương.
| Cấp độ | Tên vũ khí   | Làm từ    | Yêu cầu mảnh ghép |
| ------ | ------------ | --------- | ----------------- |
| 1      | Búa sao băng | chi nhánh | 1                 |
| 2      | Súng cao su  | tre nứa   | 2                 |
| 3      | cây giáo     | gỗ        | 5                 |
| 4      | gậy          | roi mây   | 10                |

Áo giáp có ba loại: Mũi đất (Dành cho dũng cảm: Peashooter, Puff-shroom), Áo choàng (Dành cho dịu dàng: Sunflower, Pistachio) và áo giáp (Dành cho cứng đầu: Wall-nut, Spikeweed). Nếu cây cối là loại dũng cảm, sau đó nó cần một cái mũi đất. Chúng sẽ tăng phòng thủ và né tránh.
| Cấp độ | Tên vũ khí   | Làm từ | Yêu cầu mảnh ghép |
| ------ | ------------ | ------ | ----------------- |
| 1      | Búa sao băng | rêu    | 1                 |
| 2      | Súng cao su  | cỏ dại | 2                 |
| 3      | Cây giáo     | gỗ     | 3                 |

Có nhiều loại trang phục khác nhau, chẳng hạn như nón, nơ, băng đô và kính, chúng có (chung), tinh chế và độ hoàn hảo. Mỗi cây có trang phục độc nhất của chính nó.

## Zombie
- Zombie
- Conehead Zombie
- Buckethead Zombie
- Flag Zombie
- Gargantuar
- Mummy Zombie
- Conehead Mummy
- Buckethead Mummy
- Flag Mummy Zombie
- Ra Zombie
- Camel Zombies
- Explorer Zombie
- Tomb Raiser Zombie
- Pharaoh Zombie
- Pirate Zombie
- Conehead Pirate
- Buckethead Pirate
- Flag Pirate Zombie
- Swashbuckler Zombie
- Seagull Zombie
- Barrel Roller Zombie
- Imp Pirate Zombie
- Imp Cannon
- Pirate Captain Zombie
- Zombie Parrot
- Cowboy Zombie
- Conehead Cowboy
- Buckethead Cowboy
- Flag Cowboy Zombie
- Prospector Zombie
- Pianist Zombie
- Poncho Zombie
- Chicken Wrangler Zombie
- Zombie Chicken
- Zombie Bull
- Zombie Bull Rider
- Zombot Tomorrow-tron
- Zombie Yeti (or Treasure Yeti)
- Football Zombie
- Zombie
- Gargantuar
- Flag Zombie
- Imp
- Conehead Zombie
- Buckethead Zombie
- Pole Vaulting Zombie
- Bungee Zombie
- Ladder Zombie
- Zomboni
- Disco Zombie
- Backup Dancer
- Catapult Zombie (Has Chinese look)
- Zombot (Has Chinese look)
- Zombie Yeti (or Treasure Yeti)

### Zombie mới
- Genie Zombie
- Mammoth Rider Zombie
- Mechanic Gargantuar Zombie

#### Dựa trên các tập tin bên trong các phiên bản iOS
- Truckman Zombie
- Bird Rider Zombie
- Zombie Bee
- Zombie Boss Chief
- Zombie Boss Police
- Farmer Zombie
- Great Wall Zombie
- Great Wall Gun Zombie
- Great Wall Catapult Zombie
- Great Wall Hammer Zombie
- Great Wall King Zombie
- Great Wall Linfu Zombie
- Hero Cleopatra Zombie
- Zombie Hive
- Mask Zombie
- Primitive Zombie
- Primitive Rockman Zombie
- Primitive Snail Zombie
- Slingshot Zombie
- Zombie Snail
- Stone Carrier Zombie
- Tiepan Zombie

## Thông tin cơ sở
- Đây là trò chơi thứ sáu trong chương trình Plants vs. Zombies và là game ngoại truyện thứ tư, và ba trò chơi khác như là Plants vs. Zombies Adventures, Plants vs. Zombies: Garden Warfare, Plants vs. Zombies Online, và Plants vs. Zombies Social.
- Mặc dù Gatling Pea trong Plants vs. Zombies 2: It's About Time chỉ xuất hiện khi một Peashooter hoặc mộtRepeater được ăn Plant Food nhưng trong trò chơi này thì nó là cây riêng biệt, giống như trò chơi ban đầu. Tuy nhiên, nó vẫn giữ hình ảnh khi một Peashooter sử dụng Tấn công Đặc biệt, giống sức mạnh Plant Food của Peashooter của Plants vs. Zombies 2: It's About Time.
  - Mặc dù cũng trong trò chơi đầu tiên nó vẫn có nâng cấp đến Repeater.
- Nó có toàn bộ cây cối từ Plants vs. Zombies với trường hợp ngoại lệ là Flower Pot và toàn bộ cây cối thực tại của Plants vs. Zombies 2: It's About Time (ngoại trừ Sun Bean, Pea-nut, Sap-fling, Homing Thítle, Hảikale, Dandelion, toàn bộ cây từ Frostbite Caves trừ Pepper-pult, Firepeashooter, và toàn bộ cây trong Big Wave Beach chỉ trừ cho Lily Pad và Tangle Kelp và toàn bộ cây trong Far Future ngoại trừ cho Infi-nut,Blover, Magnifying Grass và Laser Bean).
- Trò chơi này có nhiều cây cối hơn bất kỳ trò chơi Plants vs. Zombies nào khác.
- Đây là trò chơi thứ hai khi Sunflower có khả năng tấn công với trò chơi ban đầu phát hành là Plants vs. Zombies: Garden Warfare.
- Đây là trò chơi đầu tiên có diễn biến.
- Đây là chương trình trò chơi đầu tiên Plants vs. Zombies bao gồm rất nhiều cây trong đó không thực sự là cây cối (trồng trên sân cỏ hoặc cây Vine-Rooted). Một ví dụ là chuối.
- Một số lý do nào đó, Grave Buster có cả hai phiên bản Plants vs. Zombies và Plants vs. Zombies 2: It's About Time thiết kế trong trò chơi.
- Đây là trò chơi đầu tiên khi cây cối có thể đánh cây cối.
- Một số cây cối trong trò chơi này được được giả sử xuất hiện trong trò chơi Plants vs. Zombies ban đầu